# 6489 Golevka

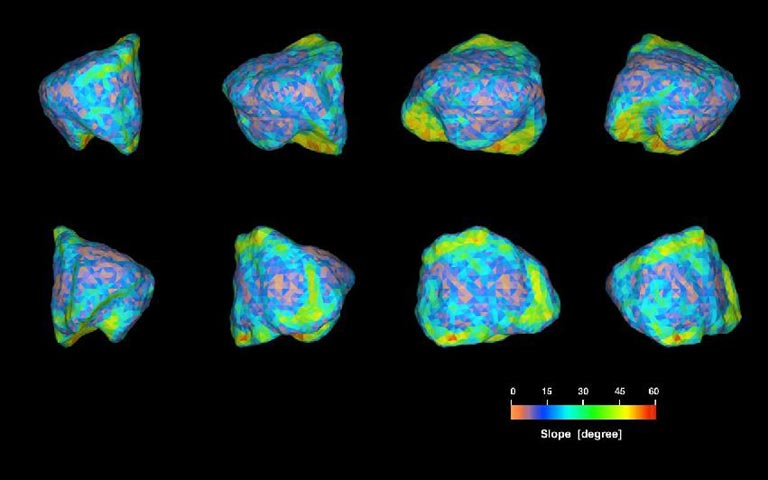
6489 Golevka

6489 Golevka eller 1991 JX är en asteroid i huvudbältet som upptäcktes 10 maj 1991 av den amerikanske astronomen Eleanor F. Helin vid Palomar-observatoriet. Namnet är en sammanskrivning av de tre radioteleskop, Goldstone Deep Space Communications Complex, Eupatoria RT-70 och Kashima, vilka användes för att göra en detaljerad studie av asteroiden.
Den tillhör asteroidgruppen Apollo.